# Benda (Cicurug)
Benda is een bestuurslaag in het regentschap Sukabumi van de provincie West-Java, Indonesië. Benda telt 17.685 inwoners (volkstelling 2010).